# Amphiascoides debilis
Amphiascoides debilis is een eenoogkreeftjessoort uit de familie van de Miraciidae. De wetenschappelijke naam van de soort is voor het eerst geldig gepubliceerd in 1881 door Giesbrecht.